# Comitê Nacional de Coordenação para a Mudança Democrática
O Comitê de Coordenação Nacional para as Forças da Mudança Democrática , ou Entidade Nacional de Coordenação para a Mudança Democrática (CNCMD) ( árabe : هيئة التنسيق الوطنية لقوى التغيير الديمقراطي ) é um bloco sírio presidido por Hassan Abdel Azim constituído por 13 partidos políticos de esquerda e de "ativistas políticos e de jovens independentes". Ele foi definido pela Reuters como principal grupo guarda-chuva da oposição interna. O CCFMD inicialmente tinha vários partidos políticos curdos como membros, mas todos exceto para o PYD deixaram-no em outubro de 2011 para se juntar ao Conselho Nacional Curdo.  Alguns ativistas da oposição acusaram o CNCMD de ser uma "organização de fachada para o governo sírio e alguns de seus membros de serem ex-insiders do governo.
Relações com outros grupos políticos de oposição sírios são geralmente pobres. A Comissão Geral da Revolução Síria, os Comitês de Coordenação Local da Síria e o  Conselho Supremo Militar do Exército Sírio Livre opor à  chamada do CCFMD para o diálogo com o governo sírio. Em setembro de 2012, o Conselho Nacional Sírio reafirmou que, apesar de alargar o seus pedidos de adesão, não iria se juntar com "o CCFMD". Apesar de reconhecer o Exército Sírio Livre em 23 de setembro de 2012, o ESL rejeitou o CCFMD como uma extensão do governo, afirmando que "essa oposição é apenas a outra face da mesma moeda".
O CNCMD difere do SNC em dois pontos principais de estratégia:
1) O CNCMD se recusa a aceitar a intervenção militar estrangeira, apesar de não aceitar diversas formas de apoio à oposição e apoia o envolvimento da Liga Árabe no conflito.

2) Ele tenta enfatizar a resistência não violenta ao governo sírio, apesar de endossar o Exército Sírio Livre.

## História
O Comité de Coordenação é amplamente baseado dentro da Síria, e foi formada em 2011 em um congresso em Damasco. Ele reúne a maioria dos partidos políticos do Partido Nacional Democrata, que anteriormente era a principal coalizão de oposição secular da Síria, e algumas outras organizações. Ele tem uma adesão geral secular, embora não exclusivamente. A maioria das organizações-membros têm um perfil de esquerda, enquanto alguns também são fortemente nacionalistas árabes ou  Nacionalistas curdos. Advogado de Damasco Hassan Abdul Azim, o presidente, é também o porta-voz do Partido Nacional Democrático (Síria) e do presidente da União Socialista Árabe Democrática , um partido de oposição nasserista banido. O porta-voz do Comitê de Coordenação para o exterior é Haytham Manna, um escritor que mora em Paris e ativista dos direitos humanos por 3 décadas e porta-voz da Comissão Árabe dos Direitos Humanos (CADH), que ele ajudou a criar.
Em um 18 de marco de 2012 demonstração durante a guerra civil síria, um protesto organizado pelo CNCMD em Damasco foi menor do que demonstrações de campo. A manifestação tinha sido anunciado publicamente antes. Os participantes gritavam "O povo quer a queda do regime". Vários foram agredidos pelas forças de segurança, e onze membros do CNCMD foram detidos brevemente.
O CNCMD foi hospedado pela Rússia para conversações com o governo sírio. Durante estas conversas em abril de 2012, informou a agência de notícias oficial SANA, que o CCFMD e o governo estavam em um acordo generalizado.

## Pós reunião na China
Em setembro de 2012, o CCFMD reuniu com o ministro das Relações Exteriores chinês, Yang Jiechi, e pediu um plano de quatro pontos que incluía "transição política" no governo sírio. Ao voltar para a Síria via Aeroporto Internacional de Damasco , dois dos membros do CCFMD que estiveram na China reunião, juntamente com outro membro CCFMD que tinha vindo para coletá-los, foram detidos pelo governo sírio, com todo o contato que está sendo perdido com eles desde 05:30 em 20 de setembro. O porta-voz do CCFMD Khalaf Dahowd descreveu esta detenção como "sequestro", com o executivo NCC elaborando, ainda, que eles acreditavam que os três membros ter sido "desaparecimentos forçados" pela  Direção síria da inteligência da Força Aérea. O governo sírio, por outro lado afirmou que os membros do CCFMD foram capturados por "grupos terroristas", apesar de ter detido cinco outros membros do CCN, pela primeira vez na segunda-feira dessa semana.

## Conferência Nacional para a Salvação Síria
Em 23 de setembro, o CCFMD realizou uma reunião rara em Damasco, e pela primeira vez reconheceu o Exército Livre Sírio, e para o que o Washington Post descreveu como a primeira vez que o CNCMD formalmente fez uma chamada para a "derrubada [do]  regime com todos os seus símbolos"
A Comissão Preparatória emitiu uma declaração de oito pontos que pediu:
- Derrubar o governo.
- A rejeição do sectarismo.
- "A adoção de resistência não-violenta como a estratégia para alcançar os objetivos da revolução".
- "Extrair [ing]" o Exército sírio "das garras do regime".
- Segurando o governo responsável por suas ações.
- A proteção dos civis ea defesa do direito internacional.
- Resolver a situação dos curdos dentro de um quadro democrático.
- A coesão "indivisível" da nação síria.[7]

## Papel dentro da oposição síria
Em março de 2012, a Comissão de Coordenação foi descrito pelo New York Times como o membro "mais moderado" da oposição síria. Antes de setembro de 2012, seus membros não ligou para o desmantelamento do governo sírio ou a remoção de Bashar al-Assad como presidente,[carece de fontes?] para além da sua 18 de março de 2012 manifestação em Damasco quando alguns deles gritavam "O povo quer a queda do regime". O Comité de Coordenação, ao contrário do Conselho Nacional Sírio, acreditava que a solução era manter o governo sírio atual, e esperava para resolver a atual crise por meio do diálogo, a fim de conseguir "uma transição segura e pacífica de um estado de despotismo com a democracia". Apesar de desde mudando sua postura de a continuação do governo Assad em algum tipo de capacidade de transição, o CCFMD se manteve fiel à sua política de oposição a qualquer intervenção estrangeira, mas sugeriu anteriormente o grupo iria encontrar a Missão de Supervisão das Nações Unidas na Síria de maneira aceitável.

## Lista de partidos constituintes
| Partido | Partido                                        | Ideologia         | Líder                 |
| ------- | ---------------------------------------------- | ----------------- | --------------------- |
|         | União Árabe Socialista Democrática             | Nasserismo        | Hassan Abdul Azim     |
|         | Partido Árabe Revolucionário dos Trabalhadores | Marxismo          | Tariq Abu Al-Hassan   |
|         | Partido da Ação Comunista                      | Comunismo         | Fateh Jamous          |
|         | Movimento Socialista Árabe                     | Socialismo árabe  | Akram al-Hawrani      |
|         | Partido da União Siríaca                       | Dawronoye         | Ishow Gowriye         |
|         | Partido Popular Democrático Sírio              | Social-democracia | Ghias Youn Soud       |
|         | Juntos por uma Síria Livre e Democrática       | Liberalismo       | Munther Khaddam       |
|         | Partido de União Democrática                   | Socialismo        | Salih Muslim Muhammad |
|         | Assembleia da Esquerda Marxista                | Marxismo          |                       |
|         | Partido Baath Árabe Socialista Democrático     | Baathismo         | Ibrahim Makhous       |